# 규소 수지

규소 수지(硅素樹脂)는 실리콘 물질의 일종이다.
이산화규소는 1개의 규소 원자를 4개의 산소 원자로 둘러싼 정사면체 구조를 가지고 있는데, 사면체 구조가 2개의 탄소 원자를 공유하면서, 사슬 모양으로 길게 연결된 것은 휘석의 구조이다. 다른 2개의 산소 원자가 알킬기로 치환된 것을 오르가노폴리실록산이라고 한다. 오르가노폴리실록산류를 실리콘이라고 총칭하는데, 중합시켜 사슬 모양을 길게 하거나 평면 구조를 넓게 하든지 그물 모양 구조로 하면 실리콘유·실리콘 고무·실리콘 수지가 제조된다. 오르가노폴리실록산은 실란을 원료로 하여 만들어진다. 실리콘유는 디메틸폴리실록산으로 1분자마다 평균 10개의 규소 원자가 함유되어 있다. 내열, 내구성이 좋고, 보통 탄화수소의 점포가 1800배나 변화한다(37-38℃의 온도 범위에서 실리콘유는 7배밖에 변화하지 않는다). 또 무명천을 트리메틸클로로실란 증기에 몇 초만 쪼여도 셀룰로오스의 히드록시기와 반응하여 천 위를 덮어서 방수성을 준다. 실리콘 고무는 오르가노폴리실록산에 산화 아연이나 카본블랙 등의 무기 충전제와 경화제를 혼합시켜 성형 후 가열하여 만들어진다. 알킬기의 90% 이상이 메틸기로 150℃에서 장시간 가열해도 변하지 않고 300℃에서도 심하게 분해하지 않는다. 또, 온도에 의한 유전율의 변화도 작다. 실리콘 수지의 주성분은 디메틸폴리실록산으로 알킬기와 규소 원자의 비율이 클수록, 또 알킬기의 탄소 원자의 수가 많을수록 유연하고 탄성이 많은 수지가 된다. 알킬기가 메틸기일 때에 내열성이 가장 커서 공기 속에서 200℃로 1년 이상 가열하여도 변화하지 않는다. 이와 같이 실리콘은 내열내한성·내습내수성이 뛰어나고 전기절연성이 우수하여 용도가 널리 개발되고 있다.